# Villa modesta
Villa modesta är en tvåvingeart som först beskrevs av Johann Wilhelm Meigen 1820.  Villa modesta ingår i släktet Villa och familjen svävflugor. Arten är reproducerande i Sverige. Inga underarter finns listade i Catalogue of Life.